# کاودا
کاودا (به عربی: کاودا) یک منطقهٔ مسکونی در سودان است که در کردفان جنوبی واقع شده‌است.